# Désert du Kyzylkoum
Le désert du Kyzylkoum ou désert du Kyzyl-Koum (en ouzbek : Qizilqum ; en russe : Кызылкум, Kyzylkoum ; en kazakh : Қызылқұм, Qyzylqum, litt. « sable rouge ») est un désert partagé entre le Kazakhstan, l'Ouzbékistan et, pour une petite partie, le Turkménistan.

## Géographie

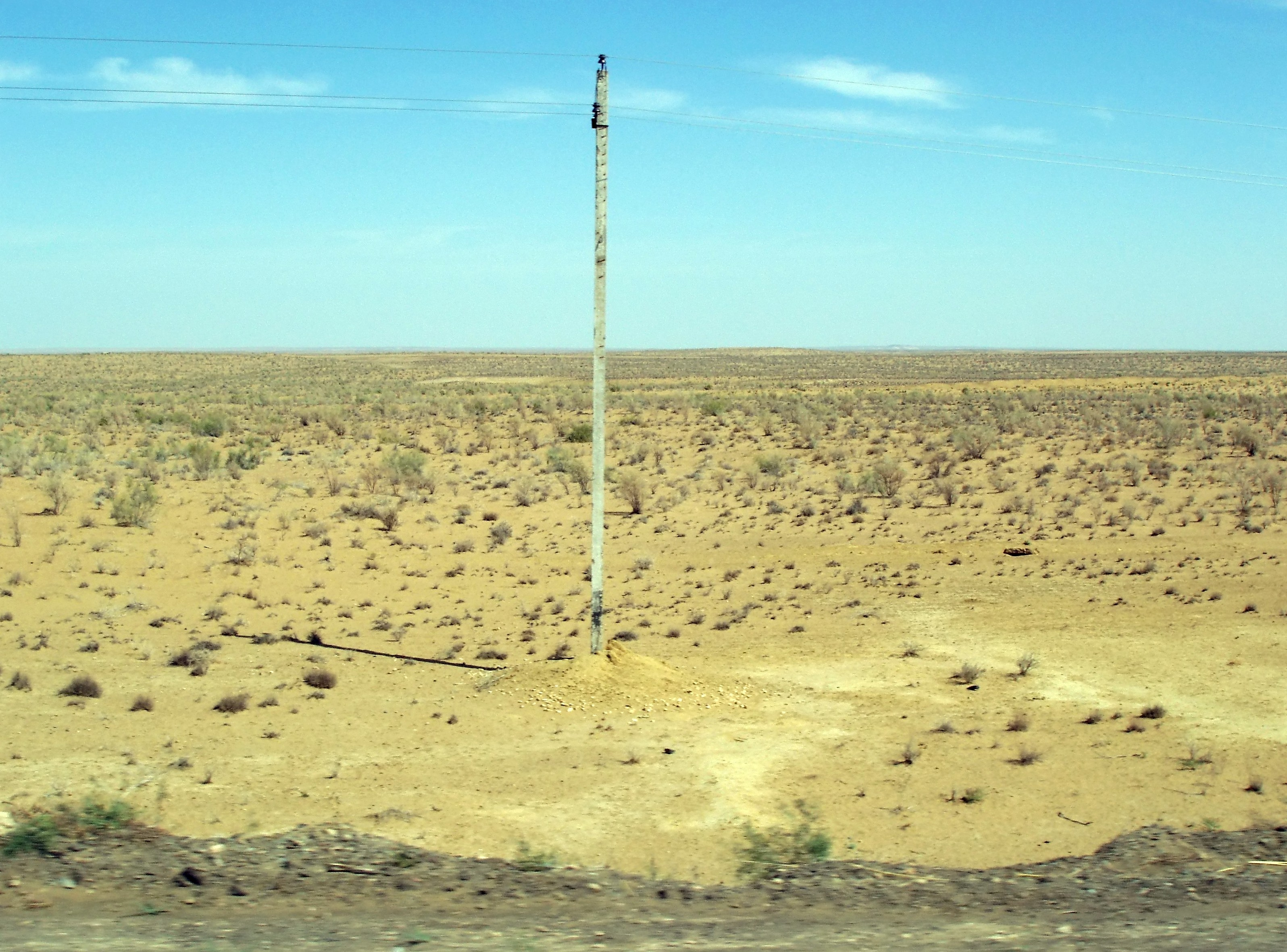
Paysage du Kyzylkoum en Ouzbékistan.

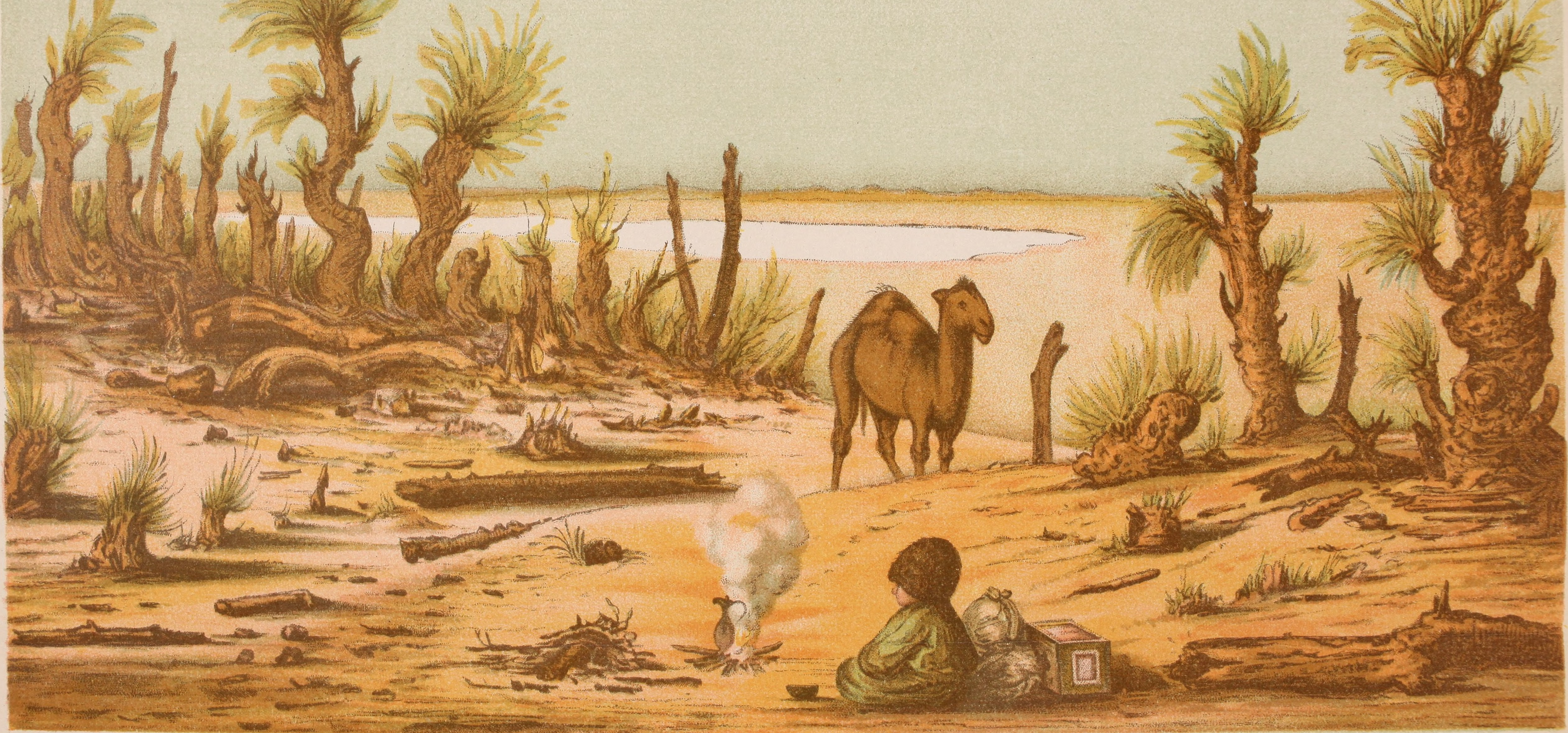
Paysage et habitant du désert de Kyzilkoum, Société des naturalistes de Moscou, 1884.

Il est situé dans le doāb formé par les rivières Amou-Daria et Syr-Daria, près de la ville de Boukhara. Il couvre environ 298 000 km2, ce qui en fait le 16e plus grand désert au monde. Il est connu pour abriter l'important gisement d'or de Muruntau et des réserves de gaz naturel. Quelques villages se trouvent le long des cours d'eau et des oasis.

## Localités
- Outchkoudouk
- Zeravchan